# Адуляр
Адуля́р — мінерал класу силікатів, морфологічний різновид низькотемпературного ортоклазу. Інша назва — місячний камінь.

## Походження назви
Від назви родовища в горах Адула в Швейцарії. Інші назви перламу́тровий шпат, ри́б'яче о́ко.

## Склад
Типовий склад адуляр відповідає формулі Or90Ab9An1, де Ab — альбіт, An — анортит. Домішки: до 1 % ВаО, не більше за 0,5 % СаО.
Зустрічається у вигляді короткопризматичних ромбоедричних кристалів. Адуляр типовий для багатьох кварцових жил альпійського типу, зустрічається в пегматитах, рудних жилах. Прозорий і напівпрозорий адуляр з тонко- і криптопертитовою будовою, для якого характерна іризація в блакитно-синіх відтінках (так званий місячний камінь) — коштовний камінь IV порядку.
Адуляр використовується в скляному і керамічному виробництвах.
Твердість за шкалою Мооса становить 6,0—6,5.

## Родовища
Адуляри хорошої якості знаходять на острові Шрі-Ланка. Зустрічаються вони також на Мадагаскарі, в Танзанії та США. В Південній Індії знайшли різновиди із зірчастим ефектом

## Види
Розрізняють:
- адуляр-альбіт (альбіт, облямований адуляром);
- адуляр баріїстий (адуляр з Залізних гір у Чехії, який містить 3,49 % ВаО).